# Invitación

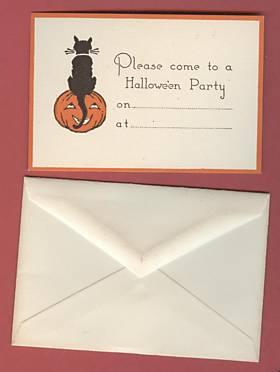
Carta de invitación para una fiesta de Halloween.

Invitación (del latín invitatio) es la comunicación por la cual se pide a una persona, personas o entidad, que acuda a cierto acto social, evento, fiesta o cualquier clase de celebración (por ejemplo, una boda). Habitualmente la persona invitada lo hace en condiciones de gratuidad, siendo los gastos cubiertos por el anfitrión y siempre quiere algo más a la otra persona (el que invita) "por gentileza hacia ella"; aunque existen múltiples convenciones sociales que permiten ejercer la reciprocidad. No obstante, también se llama "invitación" al billete que se compra para asistir a determinados actos.
La invitación puede realizarse por diversos medios en función de la importancia del evento: desde los más informales como una conversación presencial, una llamada telefónica o un mensaje por Internet hasta los más formales como una carta personalizada, una tarjeta de invitación o video de invitación virtual enviado por redes sociales como WhatsAapp. En cualquiera de los casos, las reglas de la etiqueta exigen que la invitación se haga directamente por el anfitrión o los anfitriones al invitado o invitados y que exigen al invitado que conteste aceptando o rechazando la invitación. En función del contexto, puede tomarse como una ofensa el rechazo de una invitación, pues se interpreta como un desprecio.

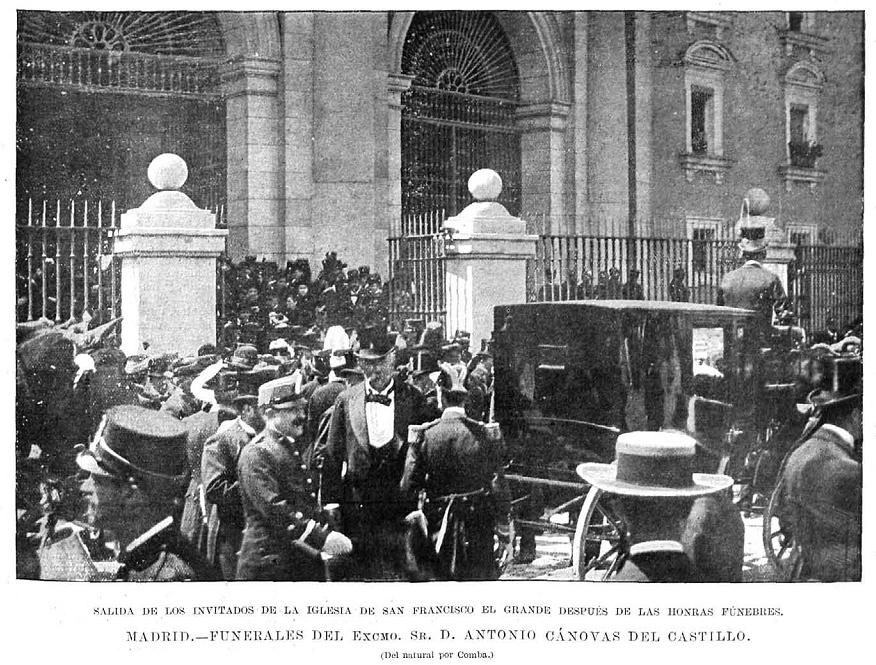
Salida de los invitados en los funerales de Antonio Cánovas del Castillo, 1897.

## Características de las invitaciones

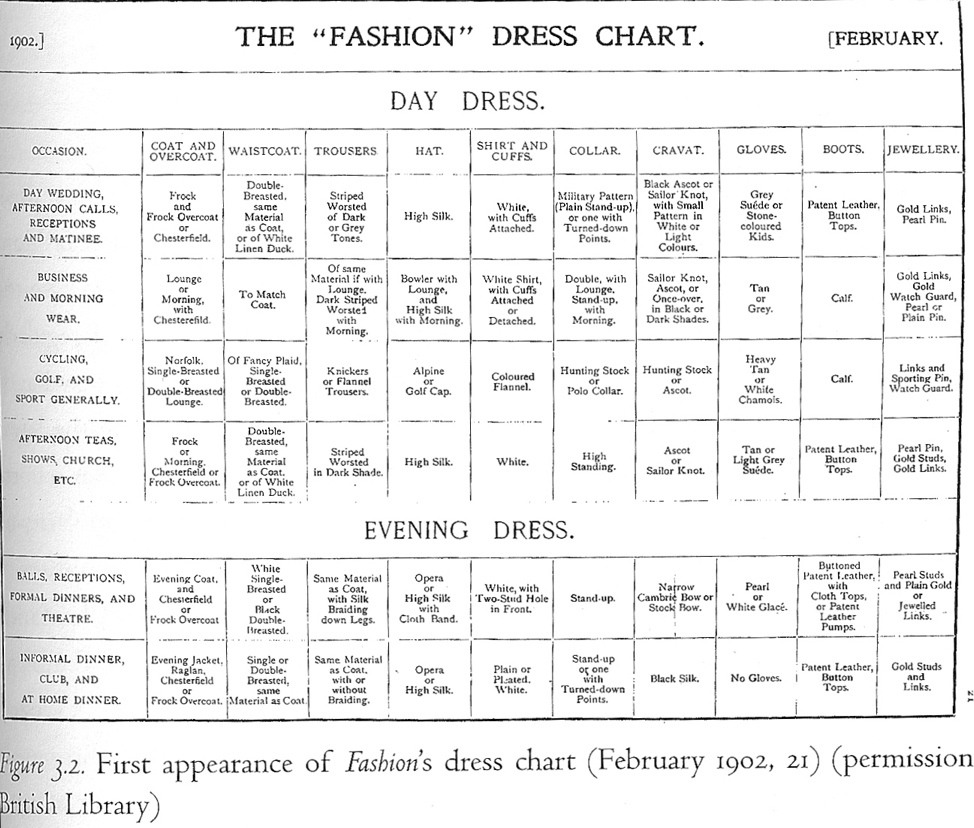
"Carta de vestuario", según la "ocasión", de "día" ("bodas de día, eventos de tarde, recepciones, matinées, negocios, deportes, tés de tarde, espectáculos, iglesia") y de "noche" ("bailes, recepciones, cenas formales, teatro, cenas informales, cenas en club, cenas en casa"). Se especifica cada prenda de ropa y complemento adecuado. Revista Fashion, febrero de 1902.

En las invitaciones a cualquier evento, es necesario incluir: el motivo, el nombre de los organizadores, el nombre y dirección del lugar (en ocasiones se incluye un mapa que explique cómo llegar), la fecha y la hora; y en su caso el vestuario adecuado (dress code -"código de vestuario"-, siendo los más habituales en la tradición occidental: "informal" -tenue de ville-, "casual", "etiqueta", "chaqué o uniforme", "corbata negra -black tie-", "esmoquin -smoking- para los hombres y vestido largo o traje de cóctel -cocktail dress- para las mujeres", "corbata blanca -white tie-", "frac para los hombres y vestido largo para las mujeres", traje regional, disfraz o tema, etc.)
Algunas invitaciones responden a un estricto código formal. Por ejemplo, en una clásica invitación de boda en el centro del tarjetón figuran exclusivamente los nombres de pila de los contrayentes, situándose a menor tamaño en los laterales de la parte superior los nombres completos sus progenitores.
La invitación propiamente dicha está impresa, pero es tradición que el sobre vaya escrito a mano. También es habitual acompañarla con la tarjeta de los establecimientos en donde se ha contratado la lista de boda o  mesa de regalos. 
Algunas invitaciones como las de bautizos,  bodas o comuniones llevan implícitas la necesidad de hacer un regalo al/los afortunados que será de menor cuantía si no se piensa asistir.
Es tradicional imprimir las invitaciones en una imprenta especializada (casa de invitaciones). También se realizan de manera casera y artesanal. En la actualidad se ha hecho costumbre realizarlas digitalmente y enviarlas por correo electrónico o compartirlas por redes sociales.

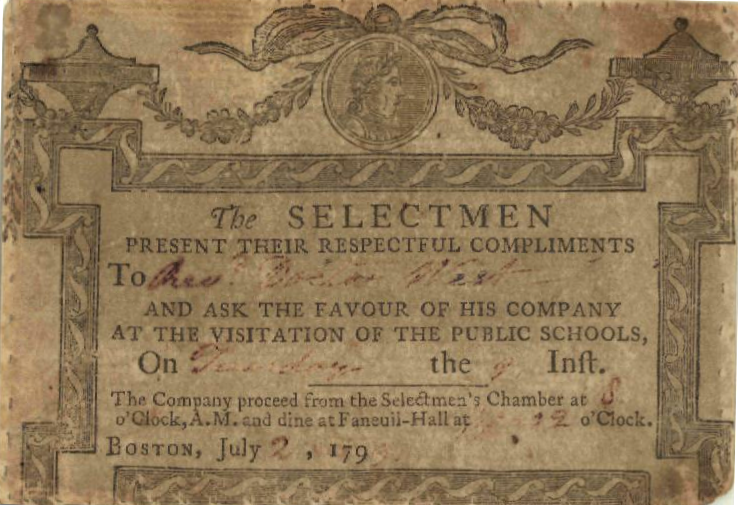
Invitación para una visita a las escuelas públicas de Boston en 1793.